# 2019年10月20日九龍遊行

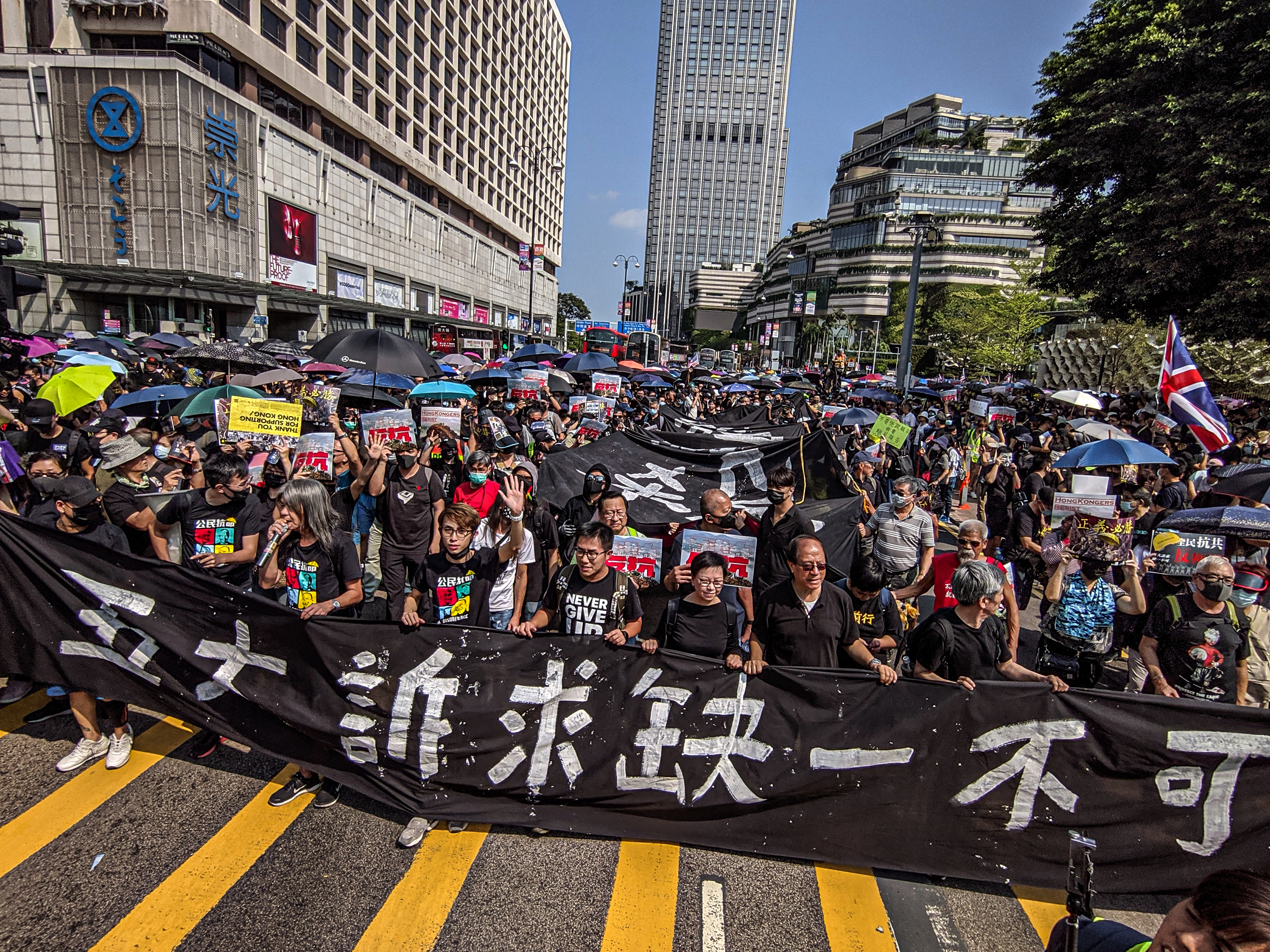
尖沙咀梳士巴利道遊行隊頭有民間人權陣線和多名泛民主派人士舉起「五大訴求，缺一不可」的橫額

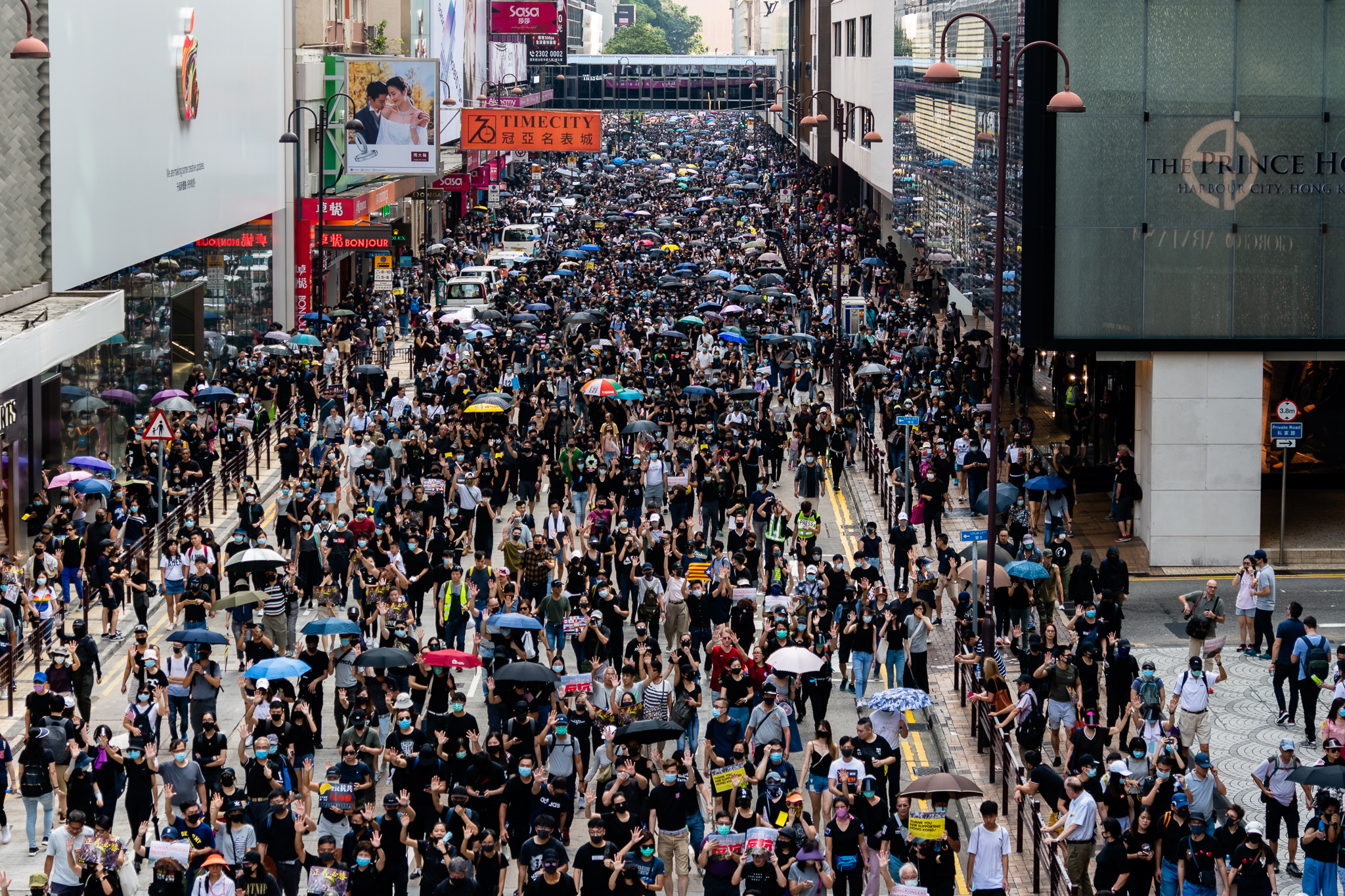
尖沙咀廣東道的示威人群

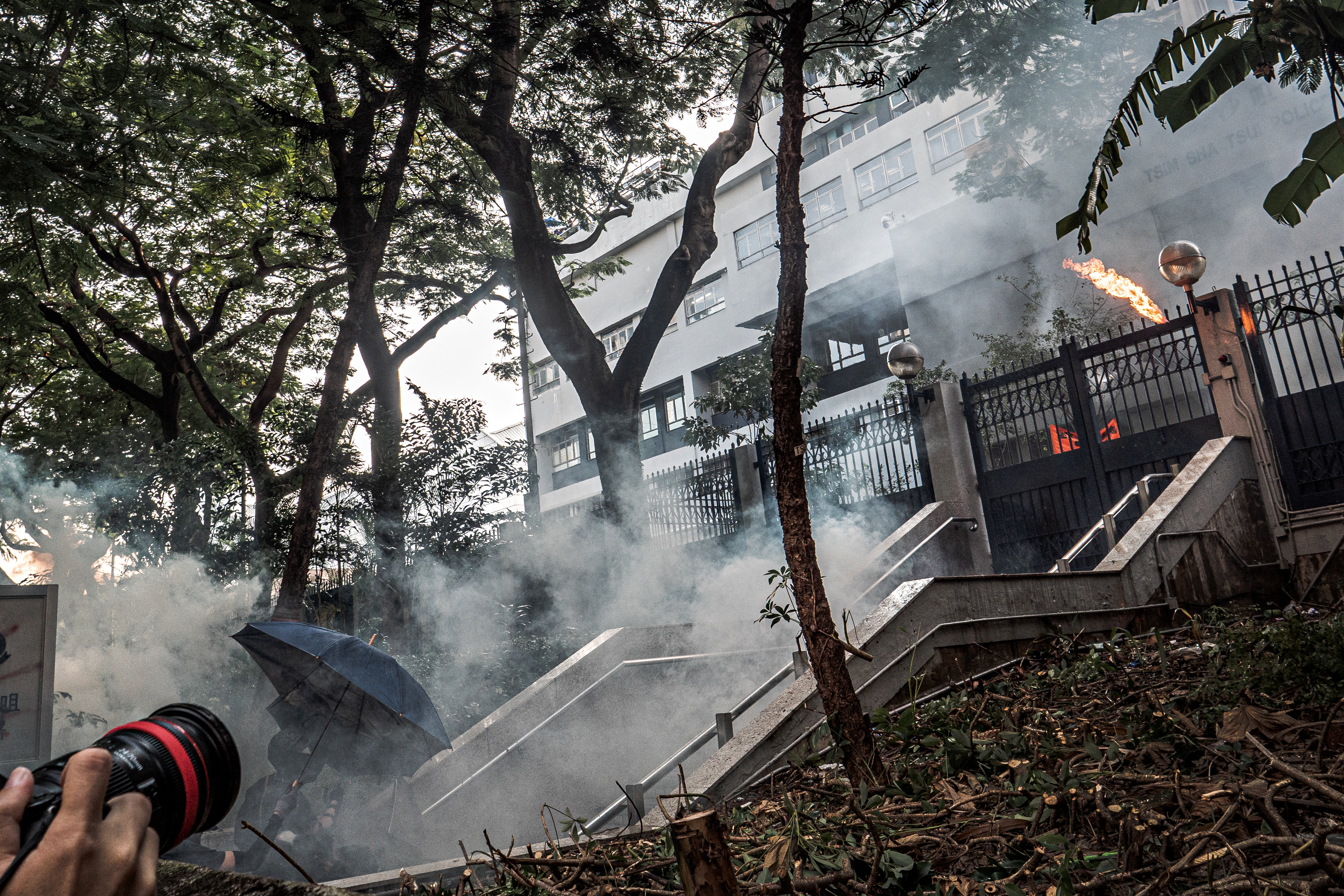
下午近4時，示威者向尖沙咀警署投擲氣油彈後，警方對外發射幾發催淚彈

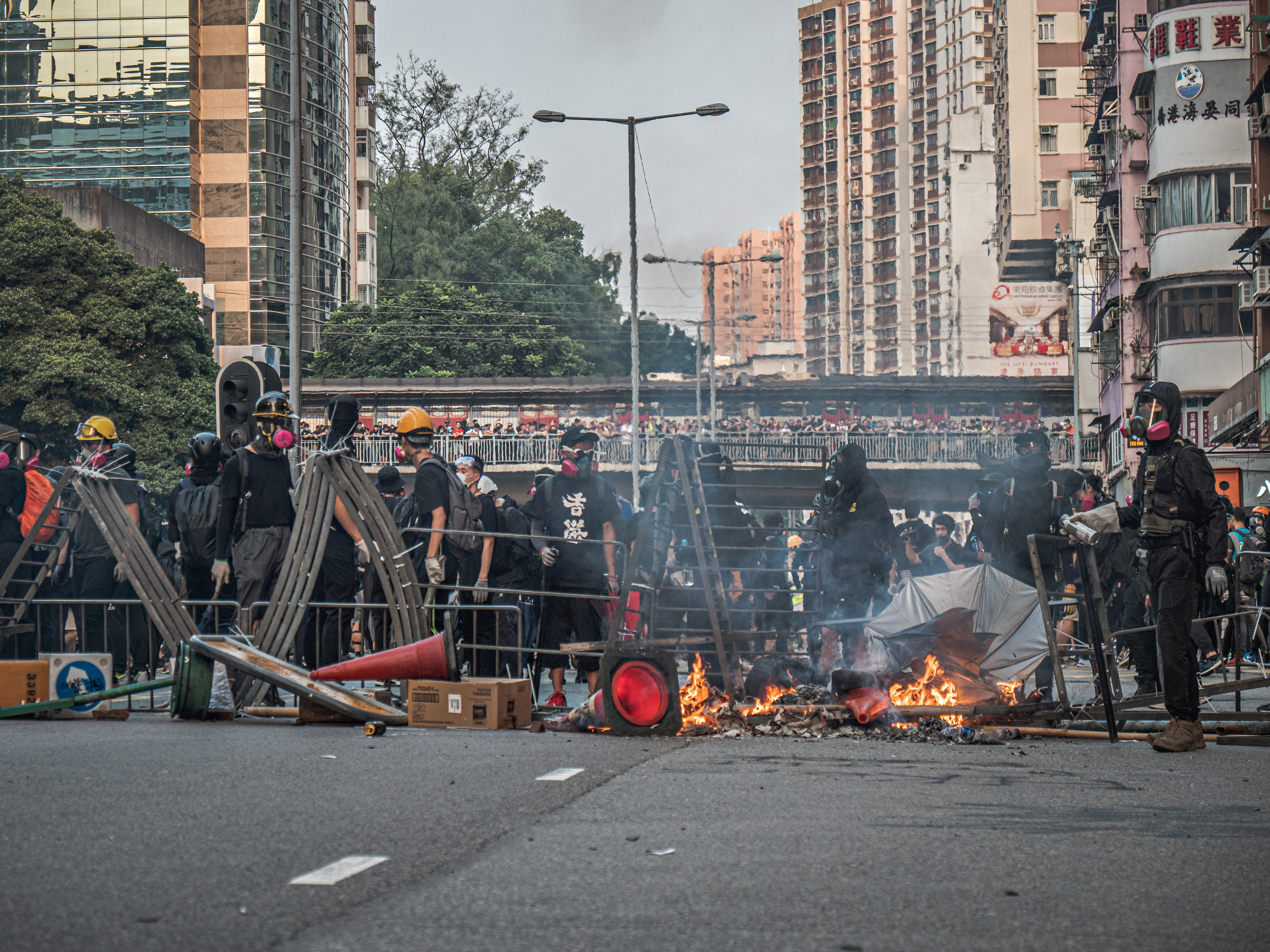
下午5時許旺角亞皆老街有示威者設置路障

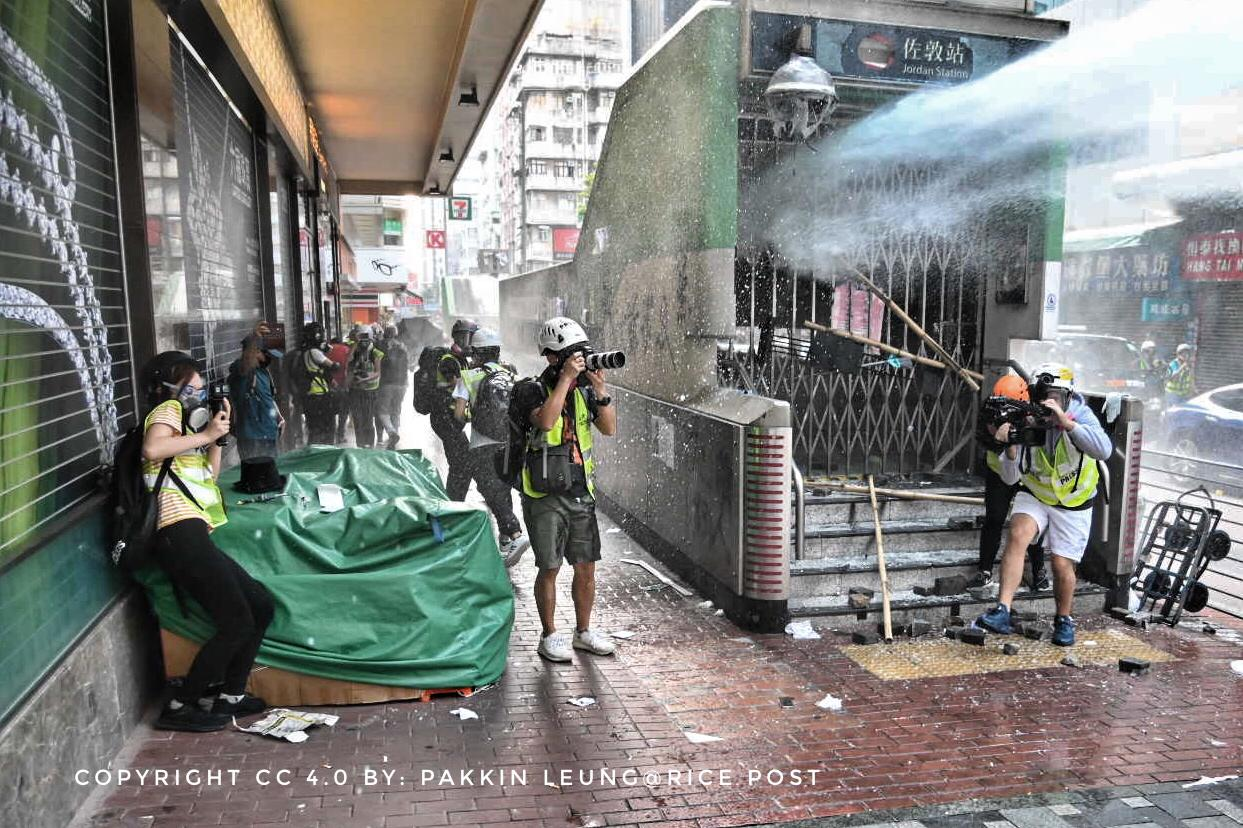
水炮車向記者方向發射水炮

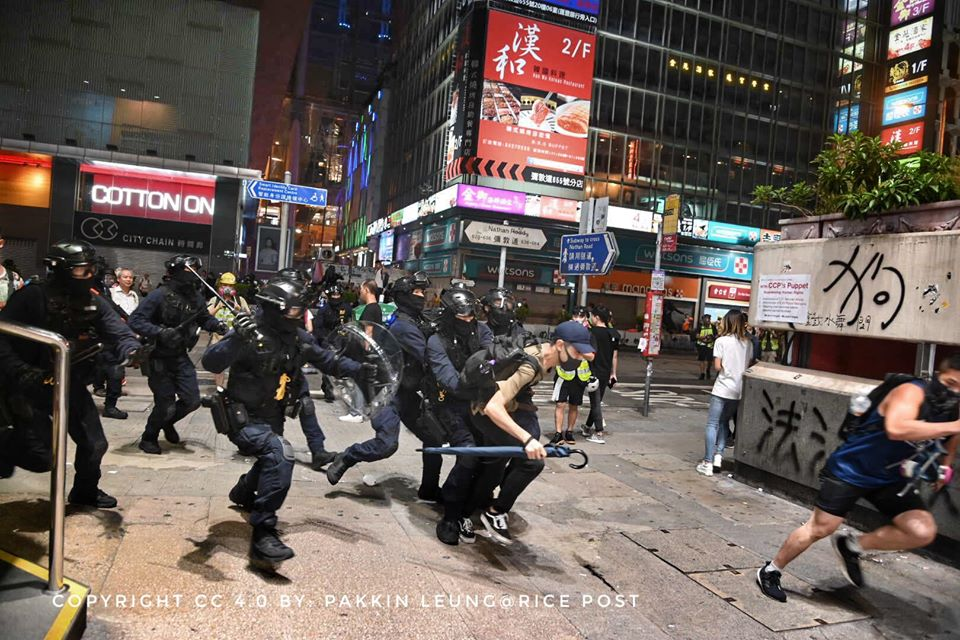
晚上，速龍小隊在旺角追捕示威者

2019年10月20日九龍遊行，指香港反對逃犯條例修訂草案運動期間，於九龍尖沙咀進行的一項遊行。是次遊行當中，警方反對民陣舉行，但最後民陣表示有至少35萬人參與。期間香港警察的水炮車向清真寺發射藍色水炮，引發極大爭議。事後行政長官林鄭月娥，警務處處長盧偉聰和一眾官員及警務人員前往清真寺致歉。

## 背景
民間人權陣線原計劃發起遊行，但最終未獲警方批出不反對通知書。當天仍有大批示威者走上街頭，當中4名民主派人士以個人名義參與。民陣副召集人陳皓桓批評警方反對遊行是自欺欺人。

## 後續

### 拘捕，提堂
警方一共拘捕68人。
當中一名被捕男子，稱未有做任何違法行為，警方拘捕他時亦未有指明他犯的罪行，質疑被不合法拘禁。律師多次要求警方提供指控詳情，並要求提供拘捕他的警員身份，但遭到警方拒絕，對涉事警員是屬於機動部隊抑或商業罪案調查科都有不同講法。及後該男子入稟高等法院申請人身保護令，高院緊急開庭處理。原訂昨午 4 時開庭，但到近 6 時律政司代表才到庭，最終警方釋放該男子，人身保護令申請無限期押後。
警方落案起訴5人，分別是21歲報稱學生的謝姓被告，21歲報稱學生的香港中文大學學生會前會長區倬僖，48歲報稱機電工程署主任的胡耀生，20歲報稱學生的梁姓被告及20歲報稱學生的楊姓被告，分別被控非法集結、襲警，管有攻擊性武器，管有物品意圖摧毁或損毁財產及阻差辦公等罪，2020年4月8日於九龍城裁判法院提堂。裁判官押後案件至7月8日，待辯方索取文件及法律意見，並處理控方就涉案警員的匿名令申請，5名被告均獲准以1000至2000元保釋。其後他們被控參與非法集結、襲警、管有攻擊性武器，以及違反《禁蒙面法》等共項13罪名。到2021年5月18日，九龍城裁判法院裁判官葉啟亮裁定5名被告全部控罪成立。到6月2日，法官考慮到各被告的背景和年紀，但仍然要嚴厲阻嚇性刑罰，5名被告被判監禁6至8個月。
其中1名21歲的中大男學生不服定罪提出上訴，到2022年12月23日，高等法院原訟庭法官黃崇厚頒下判辭，裁定管有攻擊性武器或其他適合作非法用途的工具罪上訴得直，非法集結及蒙面兩罪則維持定罪原判。法官指上訴庭在其他案件中裁定涉案膠紙只是一般家庭用的簡單修補工具，因而撤銷上訴人有關膠紙的控罪，相關判刑亦撤銷。而被告早前已經監禁6個月，現已服畢刑期。

### 拘捕壹傳媒集團主席和多名泛民主派人士
2020年4月18日，警方港島總區重案組展開拘捕行動，拘捕人士包括壹傳媒集團主席黎智英，民主黨創黨主席，大律師李柱銘、前主席楊森、何俊仁及單仲偕、工黨副主席李卓人及何秀蘭、公民黨吳靄儀、社民連梁國雄，以及區諾軒等九名前立法會議員，而社民連吳文遠及黃浩銘，民間人權陣線的陳皓桓及支聯會蔡耀昌亦被捕。全部人被落案起訴涉嫌組織及參與未經批准的集結，及公告未經批准的遊行等控罪，2020年5月15日在東區裁判法院提堂，全部人獲准保釋候查。
2021年8月20日，七名被告（陳皓桓、梁國雄、何秀蘭、何俊仁、黃浩銘、楊森及吳文遠）在案件開審前認罪，區域法院法官胡雅文聽取各被告求情後，押後至9月1日判刑，各被告須還押候判。其中黃浩銘表示，當日自己與民眾繼續示威並非無理取鬧，表示對當日自己的所作所為不感羞恥，毫無悔意，勉勵曾一同遊行的戰友要堅持信念，毋忘初衷。
2021年9月1日，陳皓桓、梁國雄及何俊仁各被判囚16個月，何秀蘭被判囚14個月，楊森被判囚11個月，吳文遠被判囚12個月，黃浩銘則被判囚14個月。除了黃浩銘，其餘六人早前在其他反修例示威案件亦被判囚，法官胡雅文表示，法庭要達致一個公平的判刑，以免重複懲罰被告，她指出，不少被告涉及多於一宗案件，本案已考慮相關被告在其他案件的控罪、刑期及求情，他們在本案的刑期獲扣減，並與早前案件的刑期同期執行，以反映他們在其他案件已服的刑期。法官表示，判處監禁是唯一合適的刑期。她提到首四名被告呼籲公眾參與遊行，其中何俊仁更希望和平及激進示威者可以攜手進行公民抗命，認為被告知道示威當日會出現混亂，必定有潛在風險，即使被告強調和平示威，在不穩的時勢，被告是刻意漠視公眾秩序會被危害。她又說，遊行期間和之後發生暴力及破壞事件，被告作為組織者並非無責任。 

### 汽油彈擲警車判囚38個月
警方起訴1名男子縱火罪，2019年10月24日於九龍城裁判法院提堂，但他當時仍然留醫未有出庭，控罪指20歲從事展覽搭建的鄺姓被告於10月20日在旺角道與彌敦道交界掟汽油彈損毀警車，罔顧車內警員的生命是否會因而受到危害。控方申請押後案件以便警方作進一步調查，裁判官不批准被告保釋，押後期間他需要繼續還押。案件押後至12月19日再提訊。此外方亦表明打算申請將本案的警員匿名，現正準備相關文件作支持，望可在下次聆訊時再作處理，並承諾在聆訊前會向辯方提供相關文件。裁判官直言，近期留意到控方在數個案件中也有類似申請，而「過往佢地無試過咁做」，建議辯方先參閱控方的反對理由再作陳詞，若辯方作出反對，法庭或需要另訂日子讓雙方作爭辯。裁判官亦冀控方合併數案的申請，令法庭可一併處理。
1名38歲報稱運輸工人的鄧姓被告於今年10月20日在旺角創興廣場地下被打碎玻璃櫥窗的「小米旗艦店」內，涉趁亂偷取3部電話，被警方起訴1項偷竊罪，10月23日於西九龍裁判法院提堂。被告承認控罪，裁判官指被告趁機進入無人看管的商店，他並非偷竊散落一地的貨品，而是進入士多房偷取電話，故判被告入獄3個月。
警方在大埔先後截查1輛的士及1輛七人車；在的士發現40支懷疑汽油彈，後於另一車搜到疑用作製造油漆彈的原料，於是拘捕兩車司機，10月22日分兩案被落案起訴，在粉嶺裁判法院提堂，被告暫毋須答辯。31歲的士司機的曾姓被告被控1項在公眾地方管有攻擊性武器罪。控罪指他於10月20日，在大埔露輝路近汀角路交界的公眾地方，無合理辯解而攜有40支汽油彈、3樽汽油和2個打火機。而34歲電腦技術員也是七人車司機的張姓被告被控1項管有適合作非法用途的工具，並意途作非法用途使用。控罪指他於同日在大埔露輝路近汀角路交界，管有適合作非法用途的工具，即5支松節水、16罐油漆、38枚車軚釘、10個3M防毒面罩、2盒口罩、1盒膠手套、3卷保鮮紙、153包生理鹽水、1盒消毒藥棉和1盒消毒紙巾，意圖作非法用途使用。控方就的士司機案件取得律政司的同意檢控書，並呈予裁判官。他申請押後8周以待檢查平板電腦及化驗車尾箱內的懷疑汽油彈等，獲裁判官批准，將案押後至12月18日。的士司機拒保釋，下周三會作覆核保釋申請。而七人車司機獲准以10000元保釋，其間不可離港，每周警署報到2次及居於報稱地址。12月18日再提堂，控方於庭上指，的士上案發時所檢獲的物品均已完成化驗，所有證物都含有汽油成分。控方以等待法律意見為由申請押後至2020年1月15日再訊；而七人車上檢獲的物品尚未完成化驗，申請將案件押後至明年2月18日再訊，兩項均獲裁判官批准。曾姓被告早前於11月7日向高等法院再申請保釋，法官表示控罪嚴重，一旦罪成被告需面對長期監禁，拒絕其保釋申請。因此在庭上被告沒有再申請保釋，繼續還押。而張姓被告申請更改2項保釋條件，包括減少去警署報到的天數，以及提高1萬港元保釋金申請12月26日至30日赴泰國旅遊。控方稱對後者有保留，最終裁判官只批准更改赴警署報到天數的保釋條件。這意味被告保釋期間仍不得離開香港。
案件在2020年4月7日再訊，曾姓被告案件正式轉介至區域法院審理，被告將於4月27日答辯，其間須繼續還柙。其後他承認一項有意圖而縱火罪，而辯方求情稱被告患對立性反抗症，並對犯案感到後悔。不過區域法院法官姚勳智指出被告犯案有預謀，恐怕會出現致命後果，減刑後判監38個月。

### 自閉症男生襲警並遭警打 官稱毫無悔意
一名17歲患有自閉症的應屆文憑試男生被捕，被控在彌敦道窩打老道交界作出擾亂秩序行為(大喊「死黑警」、「過嚟隻揪」)，並出手打兩名警員的頭盔，被控襲擊兩名警員。裁判官鄭念慈認為被告雖然有自閉症，但不影響其智力，並質疑遭到胡椒噴劑射中眼部和被警員掌摑一事絕不可信。指出被告被捕時的照片和醫療報告均沒有顯示有被掌摑的印痕，而被告也未有向家人投訴遭警員毆打。法官同時不認同被告遭到警員折磨和恐嚇，反指被告當日明顯有意圖挑動在場人士的情緒。而辯方呈上由被告撰寫的英文求情信亦被法官批評錯漏百出。另外，被告向事主及法庭致歉亦遭裁判官說「向我道歉做乜啫，佢又唔係打我」。認為被告沒有悔意，須要接受一定程度的紀律訓練，還押至6月30日判刑。最後他受審後被定罪，判被告入教導所。

## 資料來源
1. ↑  . 立場新聞 Stand News.   [2021-04-30]. （原始内容存档于2021-05-05） （英语）.
2. ↑  . 信報. 2019-10-20  [2020-11-25].[]
3. 1 2  . Now新聞台. 2019-10-20  [2020-11-25]. （原始内容存档于2021-01-14）.
4. ↑  自由時報電子報. . 自由時報電子報. 2019-10-21  [2021-05-01]. （原始内容存档于2021-05-02） （中文（臺灣））.
5. ↑  . 明報新聞網 - 即時新聞 instant news.   [2021-04-30]. （原始内容存档于2020-08-26） （中文（繁體））.
6. ↑  . 立場新聞 Stand News.   [2021-04-30]. （原始内容存档于2020-08-26） （英语）.
7. 1 2  . 立場新聞 Stand News.   [2020-01-05]. （原始内容存档于2019-12-10） （英语）.
8. ↑  
.   [2020-04-11]. （原始内容存档于2020-04-11）.
9. ↑  . 眾新聞. 2021-06-02  [2022-04-13]. （原始内容存档于2022-04-13）.
10. ↑  . 明報. 2022-12-23  [2022-12-23]. （原始内容存档于2022-12-25）.
11. ↑  .   [2020-04-19]. （原始内容存档于2020-05-09）.
12. ↑  . 香港電台. 2021-08-20  [2021-08-20]. （原始内容存档于2021-08-20）.
13. ↑  . 立場新聞. 2021-09-01  [2021-09-01]. （原始内容存档于2021-09-01）.
14. ↑  
.   [2020-04-19]. （原始内容存档于2020-06-25）.
15. ↑  
.   [2020-04-19]. （原始内容存档于2020-06-25）.
16. ↑  
.   [2020-04-21]. （原始内容存档于2020-08-19）.
17. ↑  
.   [2020-04-21]. （原始内容存档于2020-06-25）.
18. ↑  
.   [2020-04-21]. （原始内容存档于2020-06-25）.
19. ↑  
.   [2020-05-03]. （原始内容存档于2020-06-25）.
20. ↑  . 明報. 2020-11-19  [2020-11-20]. （原始内容存档于2020-12-06）.
21. ↑  . 立場新聞. 2021-06-16  [2021-06-16]. （原始内容存档于2021-06-16）.
22. ↑  . 明報. 2021-06-30  [2022-04-13]. （原始内容存档于2022-04-13）.